# Avenida Inajar de Souza
A Avenida Inajar de Souza é uma das principais vias da Zona Norte de São Paulo. Possuindo sete quilômetros de extensão, a avenida interliga os distritos de Freguesia do Ó, Limão, Brasilândia e Cachoeirinha, sendo uma importante ligação com a região central da capital paulista.
Seu nome é uma homenagem ao jornalista paulistano Inajar Pereira de Souza, repórter do Jornal da Tarde entre os anos 60 e 70. Inajar ficou conhecido por realizar diversas reportagens de grande repercussão pelo jornal, sendo as de maiores destaques a cobertura a respeito do sequestro do cônsul uruguaio Aloísio Gomide, a retrospectiva dos últimos dias de Carlos Lamarca, além da denúncia das condições econômico-sociais da Rodovia Transamazônica.
Anteriormente conhecida como Avenida Cabuçu, o logradouro passa sob Córrego Cabuçu de Baixo, que foi canalizado em 1976 junto com as obras de asfaltamento da avenida. Em janeiro de 1977, a avenida ganhou o nome atual (logo após a morte de Inajar de Souza). Na parte final da avenida, o córrego esta a céu aberto; este córrego nasce na Brasilândia e desemboca no Rio Tietê.
A Avenida Inajar de Souza possui canteiro central em toda sua extensão, parte dele com faixas exclusivas de ônibus. A Companhia do Metropolitano de São Paulo chegou a elaborar um estudo para a Linha 16 do Metrô de São Paulo, que originalmente passaria por boa parte da Avenida Inajar de Souza, elevada no canteiro central. Porém, com a definição do trajeto da Linha 6 do Metrô de São Paulo, esse projeto foi arquivado.
Em 2012, a avenida foi palco de uma briga violenta entre torcedores organizados do Corinthians e do Palmeiras. Às 10h do dia 25 de março, dia de jogo entre as duas equipes, dois ônibus, lotados de torcedores corintianos, se aproximaram por uma rua ao lado, onde desembarcaram visando surpreender os palmeirenses. A batalha, ao som de estouros de rojões e pancadas de barras de ferro, não durou mais do que poucos minutos. Duas pessoas vestidas de verde morreram espancadas por golpes na cabeça; o ataque teria ocorrido em vingança à morte de um corintiano meses antes. O episódio ficou conhecido como a "Batalha de Inajar".
Em 2023, foi construído um Parque Linear no trecho final da avenida, em uma área onde antes havia um lixão a céu aberto.